# Nhiệt độ hóa mềm Vicat

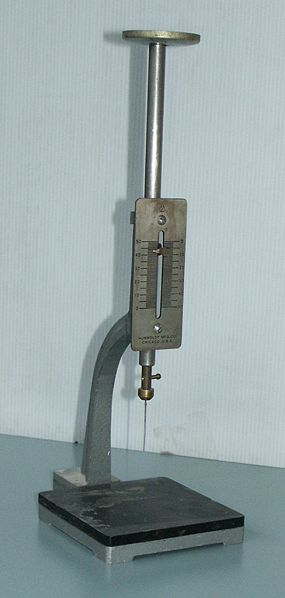
Vicat needle for cement paste solidification time measurement

Nhiệt độ hóa mềm Vicat là điểm hóa mềm của một số chất dẻo (như Polyetylen), nhưng không phải là nhiệt độ nóng chảy. Nhiệt độ này được đo khi mẫu thử bị chảy 1 mm chiều dài dưới tác dụng của một mũi nhọn có diện tích 1 mm² với đầu tác dụng là hình tròn hoặc hình chữ nhật với một lực nhất định. Ví dụ nhiệt độ hóa mềm Vicat A được đo ở tải trọng 9,81 N, Vicat B với tải trọng 49,05 N.
Tiêu chuẩn để xác định nhiệt độ hóa mềm Vicat gồm:
- ASTM D 1525
- ISO 306